# Joachim Mrugowsky
Joachim Mrugowsky, född 15 augusti 1905 i Rathenow, död 2 juni 1948 i Landsberg am Lech, var en tysk läkare och SS-Oberführer. Han var chef för Waffen-SS:s hygieninstitut.

## Biografi
Joachim Mrugowsky avlade doktorsexamina i naturvetenskap (Die Formation der Gipspflanzen: Beiträge zu ihrer Soziologie und Ökologie) och medicinvetenskap (Über den Bakteriengehalt von Anatomie-Leichen).
Mrugowsky genomförde omfattande medicinska experiment på fångar i Nazitysklands koncentrationsläger, däribland Sachsenhausen.
Vid Läkarrättegången 1946–1947 dömdes Mrugowsky till döden för krigsförbrytelser och brott mot mänskligheten. Han hängdes den 2 juni 1948 tillsammans med sex medåtalade: Viktor Brack, Karl Brandt, Rudolf Brandt, Karl Gebhardt, Waldemar Hoven och Wolfram Sievers.